# الاور، بخش لعان-ویرو
الاور، بخش لعان-ویرو (به لاتین: Alavere, Lääne-Viru County) یک روستا در استونی است که در شهرستان لنه-ویرو واقع شده‌است.